# رودني هارفي
رودني هارفي (بالإنجليزية: Rodney Harvey) هو عارض وممثل أمريكي، ولد في 31 يوليو 1967 بفيلادلفيا في الولايات المتحدة، وتوفي في 11 أبريل 1998 بلوس أنجلوس في الولايات المتحدة.

## وصلات خارجية
- رودني هارفي على موقع IMDb (الإنجليزية)
- رودني هارفي على موقع روتن توميتوز (الإنجليزية)
- رودني هارفي على موقع ألو سيني (الفرنسية)
- رودني هارفي على موقع أول موفي (الإنجليزية)
- رودني هارفي على موقع قاعدة بيانات الأفلام السويدية (السويدية)
- رودني هارفي على موقع إن إن دي بي (الإنجليزية)
- رودني هارفي على موقع قاعدة بيانات الفيلم (الإنجليزية)
- رودني هارفي على موقع كينوبويسك (الروسية)